# St. Georg (Limpach)

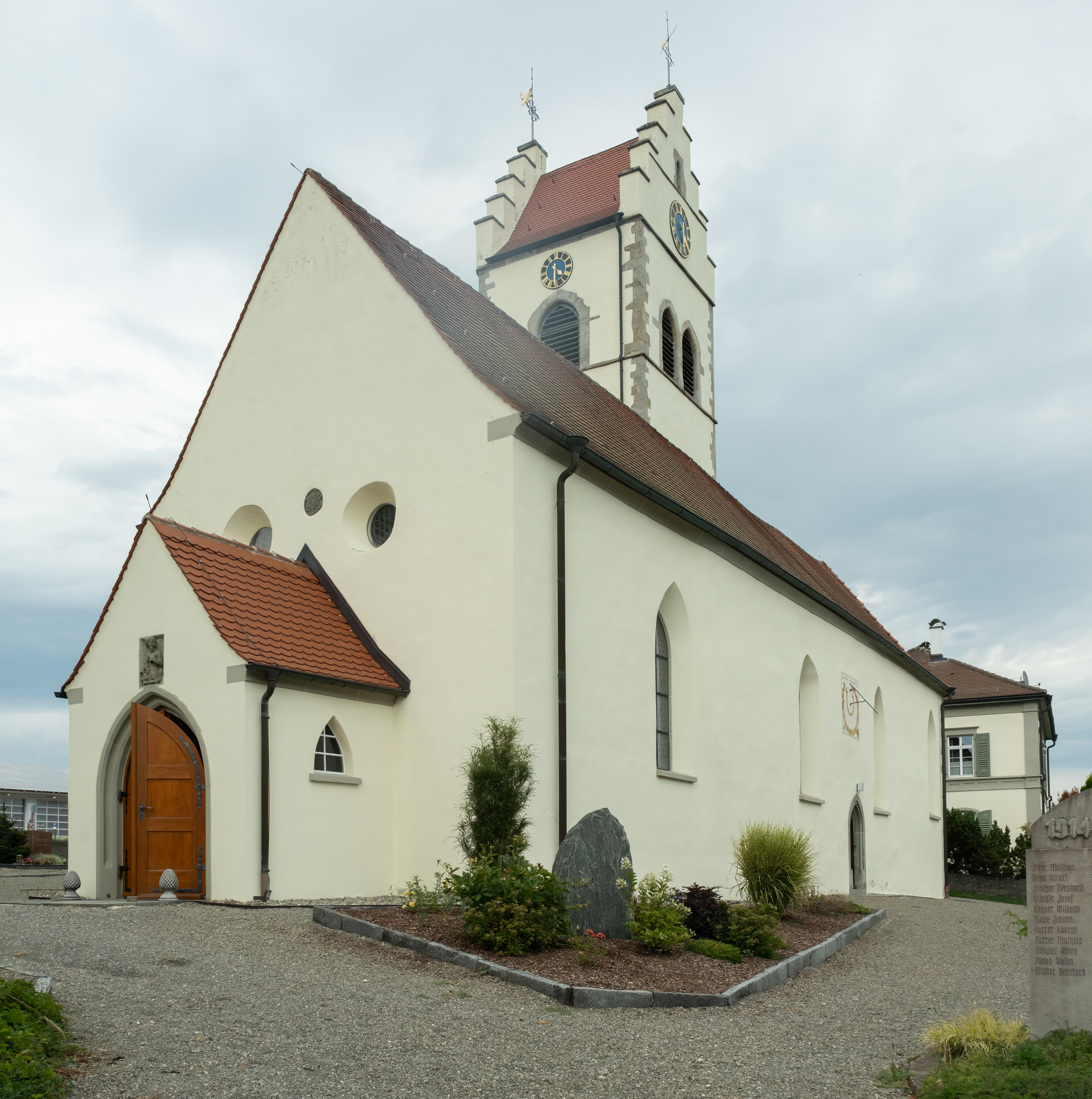
St. Georg in Limpach

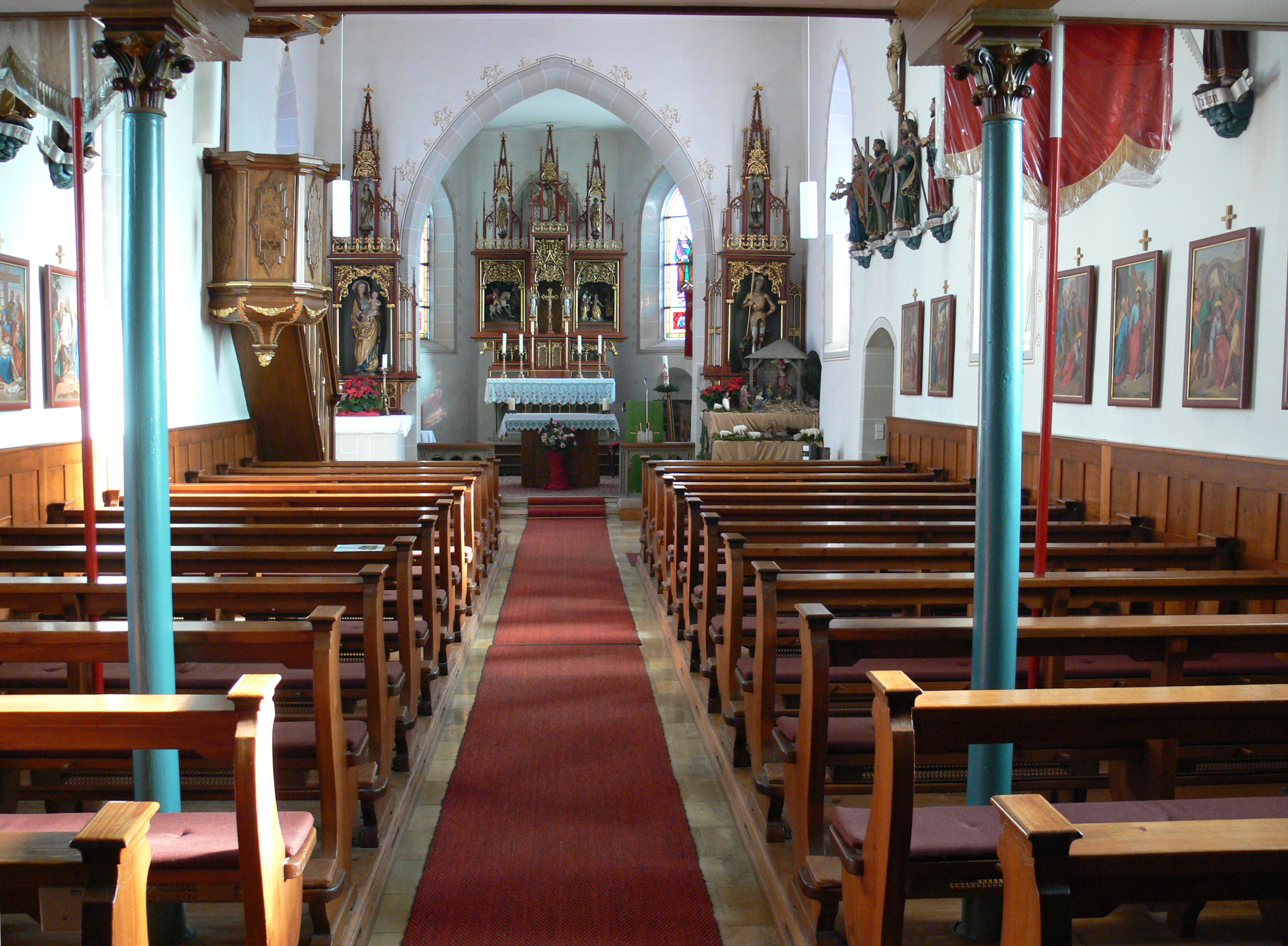
Innenraum

Die römisch-katholische Wallfahrtskirche St. Georg steht in Limpach im Teilort Homberg der Gemeinde Deggenhausertal im Bodenseekreis von Baden-Württemberg. Die Kirchengemeinde gehört zum Dekanat Linzgau im Erzbistum Freiburg. Das Bauwerk ist beim Landesamt für Denkmalpflege Baden-Württemberg als Baudenkmal eingetragen.

## Beschreibung
Die spätgotische Saalkirche besteht aus einem Langhaus, einem gleich breiten, gerade geschlossenen Chor im Osten und einem Chorflankenturm an seiner Nordwand, der ursprünglich zu einer Wehrkirche gehörte. Er wurde mit einem Geschoss, das den Glockenstuhl mit sechs Kirchenglocken beherbergt, aufgestockt und quer mit einem Satteldach zwischen Staffelgiebeln bedeckt, in denen sich weitere Zifferblätter der Turmuhr befinden.
Zur Kirchenausstattung gehört die Statue des heiligen Georg, die Niklaus Weckmann aus der Ulmer Schule zugeschrieben wird. Die 1879 von Wilhelm Schwarz & Sohn gebaute Orgel ist nicht mehr erhalten.